# ГЕС Артьєс
ГЕС Артьєс (ісп. Presa de Arties) — гідроелектростанція на північному сході Іспанії. Використовує ресурс зі сточища річки Гаронна, яка дренує центральну частину Піренеїв та тече через Францію до Біскайської затоки Атлантичного океану.
Ресурс для роботи цієї дериваційної ГЕС збирають у сточищі річки Арріу-де-Валартьєс, лівої притоки Гаронни. Для цього використовують кілька сполучених між собою водойм:
- озеро Лак-де-Ріус (2,33 млн м3), розташоване за 0,5 км від витоку Рібера-де-Ріус (верхня течія Арріу-де-Валартьєс), яке дренується через тунель до озера Лак-де-Мар (8,85 млн м3) на Ера-Рестанка, правій притоці Рібера-де-Ріус;

- водосховище Рестанка площею поверхні 0,07 км2 та об'ємом 0,8 млн м3, створене нижче за Лак-де-Мар за допомогою гравітаційної греблі висотою 25 метрів та довжиною 189 метрів, на спорудження якої пішло 17 тис. м3 матеріалу[1];

- водосховище Монткасау площею поверхні 0,03 км2 та об'ємом 0,1 млн м3, створене у сточищі Арріу-де-Ренткулес (ще одна права притока Арріу-де-Валартьєс) за допомогою гравітаційної греблі висотою 16 метрів та довжиною 193 метри[2][3].

З водосховища Рестанка прямує дериваційний тунель до машинного залу, розташованого за більш ніж 7 км на північ на лівому березі Гаронни, біля впадіння в неї Арріу-де-Валартьєс. По дорозі до нього приєднується тунель від водосховища Монткасау.
Основне обладнання станції складають два гідроагрегати потужністю по 34 МВт, які при напорі у 804 метри забезпечують річне виробництво на рівні 110 млн кВт·год.
Видача продукції відбувається по ЛЕП, що працює під напругою 110 кВ.
Варто також відзначити, що на одному майданчику з машинним залом ГЕС Артьєс знаходиться обладнання станції Аїгвамог (32 МВт), яка працює на ресурсі з іншої лівої притоки Гаронни Арріу-де-Аїгвамог, долина якої лежить далі на схід.